# Pogány Béla (fizikus)
Pogány Béla (Budapest, 1887. április 1. – Budapest, 1943. december 23.) fizikus, geofizikus, egyetemi tanár, a Magyar Tudományos Akadémia rendes tagja. Munkássága a fénytan, spektroszkópia területén kimagasló jelentőségű.

## Életútja
1905-ben a Budapesti Tudományegyetemre iratkozott be, majd két év elteltével, 1907-től a Göttingeni Egyetemen folytatta felsőfokú tanulmányait. 1911-ben Göttingenben szerezte meg bölcsészdoktori oklevelét, amelyet még ugyanabban az évben matematika–fizika szakos tanári oklevéllel egészített ki a Budapesti Tudományegyetemen. 1911-től két éven át részt vett Eötvös Loránd erdélyi geofizikai kutatásaiban, a nagy tudós közvetlen munkatársaként. 1913-tól gyakornokként, illetve tanársegédként oktatott a  Kolozsvári Ferenc József Tudományegyetem kísérleti fizikai tanszékén. 1916-ban az optika tárgyköréből magántanári képesítést szerzett, 1918-ban pedig az általános kísérleti természettan nyilvános rendkívüli tanárává nevezték ki. 1919-ben követte az elcsatolt országrészből ideiglenesen Budapestre, majd Szegedre menekített egyetemet. 1921-től 1923-ig, immár Szegeden, az egyetem kísérleti fizikai tanszékének nyilvános rendes tanára volt. Ezzel egyidejűleg, 1922-től 1924-ig a Német Tudományos Segélyegylet (NDW) meghívására Jénában végzett a relativitáselmélettel kapcsolatos kutatásokat.
Időközben 1923-ban kinevezték a Királyi József Műegyetemre a fizikai tanszék nyilvános rendes tanárává, itt vezette az oktatómunkát egészen haláláig. Ezzel párhuzamosan 1933–1934-ben a gépészmérnöki kar, 1934–1935-ben a gépész- és vegyészmérnöki kar dékáni tisztét is ellátta. 1939-től haláláig a felsőház tagja volt.

## Munkássága
Fő kutatási területe a fizikán belül a fénytan (optika) és a hangtan (akusztika) volt. Pályája elején behatóan vizsgálta a fénypolarizáció jelenségét, a katódporlasztás útján előállított fém vékonyrétegek optikai és elektromos sajátosságait, valamint a nem ferromágneses fémekben végbemenő magnetooptikai Faraday-jelenséget. Tanszékén Schmid Rezsővel együtt spektroszkópiai laboratóriumot rendezett be, ahol munkatársaikkal együtt jelentős eredményeket értek el a molekulák és nemesgázok színképelemzése területén (pl. Zeeman-jelenség a kriptonban). 1926-ban megismételte a relativitáselmélet bizonyítására, forgó test szögsebességének meghatározására alkalmas Sagnac-kísérletet, elődeinél kielégítőbb pontosságú eredménnyel.
Pályája utolsó szakaszában geofizikával és elektromosságtannal is foglalkozott. Fekete Jenővel és másokkal együtt az 1930-as években reflexiós szeizmikus méréseket végzett az Alföldön és a Duna völgyében. Megépítette saját fejlesztésű, szeizmikus elven működő kondenzátormikrofonját, amelynek segítségével lehetővé vált a föld alatti geológiai alakulatok felismerése. 
1924-től 1940-ig a Mathematikai és Physikai Lapok társszerkesztője volt.

### Társasági tagságai és elismerései
1918-ban a Magyar Tudományos Akadémia levelező, 1931-ben rendes tagjává választották. 1924-től 1940-ig titkári teendőket látott el az Eötvös Loránd Matematikai és Fizikai Társulatban, amelynek 1940–1942-ben alelnöke, majd 1942-től haláláig elnöke is volt. Szintén elnökölte az Országos Világítástechnikai Bizottság munkáját, valamint tagja volt a Német Fizikai Társaságnak.
Tudományos munkássága elismeréseként 1937-ben elnyerte az MTA Marczibányi-jutalmát, 1941-ben pedig a Corvin-koszorút vehette át.

### Főbb művei
- Bevezetés a fizikai optikába. Budapest: Németh. 1921.
- A fény. Budapest: Pantheon Irodalmi Intézet R.-T. 1921.
- A Magyar Tudományos Akadémia hatása a fizikai tudományok fejlődésére az utolsó száz év alatt. Budapest: MTA. 1926.
- Az elektromágneses tér. Budapest: Athenaeum. 1927.
- Kísérleti fizika. Budapest: Németh. 1928.
- Fizika. Budapest: Pallas ny. 1933.
- Fizika gépészmérnök-hallgatók számára. Budapest: Németh. 1933.